# Ліцей Шапталя
Ліцей Шапта́ля (фр. Lycée Chaptal) — державний загальноосвітній заклад, розташований на бульварі Батіньоль будинок номер 45, в 8-му окрузі Парижа, навпроти станції метро Ром і залізничних колій вокзалу Сен-Лазар.
Сьогодні тут навчається близько 2000 учнів з шостого до підготовчих класів. Нинішнім директором ліцею є пан Ґато́.
Поряд з ліцеєм розташовані станції метро Ром і Вільє.

## Історія

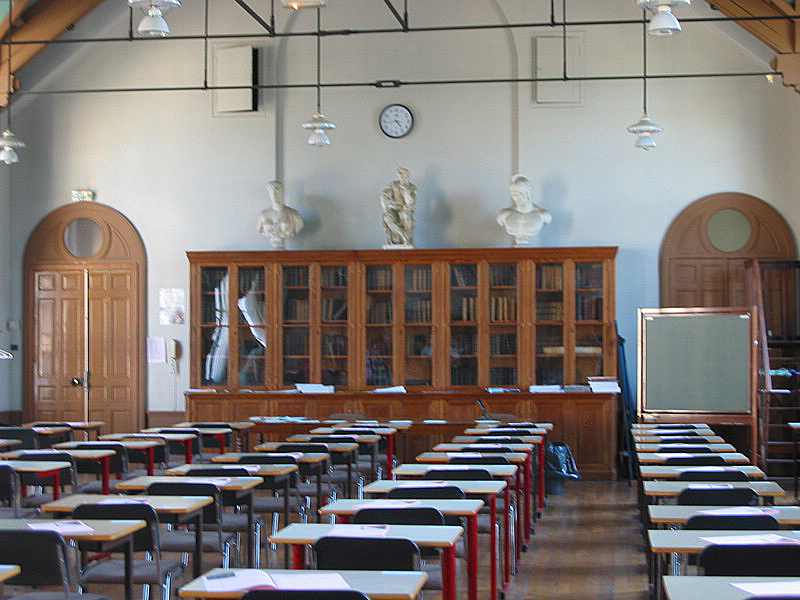
Зала Проспера Губо в ліцеї Шапталя

Ліцей Шапталя був заснований  Проспером Губо, спочатку названий: «Муніципальна школа Франциска I» (фр. École municipale Francois Ier), сьогоднішня назва (на честь французького хіміка і політика Жана-Антуана Шапталя) була присвоєна 1848 року. На честь Проспера Губо встановлено три бюсти в старшій школі. Також на його честь в 1993 році було названо найпрестижнішу залу закладу (нині — конференц-зал і зала для іспитів, раніше — вітальня), розташовану за 200 метрів від ліцею. Навчання в ліцеї Шапталя розпочалося 7 жовтня 1844 року.
Архітектором будівель, споруджений в часи Наполеона III був Ежен Трен (1832—1903). Будівництво тривало з 1866 до 1876 рік, з перервою в 1870—1871 роки, спричиненою франко-пруською війною. Трен розробив план, заснований на поділі ліцею на три колежі, які оточують внутрішній двір. Всі будівлі мають різні входи: бульвар Батіньоль, вулиця Андріє (Rue Andrieux) та рю де Ром (Rue de Rome), критими галереями до них можна також потрапити через гімнастичну залу або їдальню.
Під час Паризької комуни повстанці закріпилися на території будівництва школи і чинили кілька днів опір, перш ніж їх вибив 102  лінійний піхотний полк, який підтримувала артилерія, стаціонована на бульварі Батіньоль. На фасаді все ще видно кілька слідів від снарядів. Потім недобудовані будівлі були передані у розпорядження Євангельського комітету допомоги пораненим для станції швидкої допомоги на 300 ліжок  .   
За Наполеона III престижна будівля виконувала функції, пов'язані з військовою діяльністю режиму. Наукова освіта була фундаментальною. На рівні двох великих бічних амфітеатрів написи, вигравіровані на камені, «Фізика» та «Хімія», свідчать про їхнє минуле використання.   
Асоціація випускників  була створена 1854 року і діє донині. Метою Асоціації випускників є налагодження контакту з  теперішніми та колишніми учнями ліцею та володіє коштами, які можуть фінансово допомогти студентам у розвитку особистого проекту. 
Існує будівля ліцею 1970-х років, де містяться центри документації та інформації, приміщення для вчителів та нова спортивна зала, обладнана в підвалі. Це нещодавнє будівництво замінило стару каплицю, яку використовували як спортивний зал. 
Приміщення ліцею мають статус   історичної пам'ятки.  А в школі є музей з багатьма інструментами, які використовуються у фізиці та хімії - зокрема вражаюча колекція з XIX століття. Музей зазвичай зачинений для публіки, але іноді використовується для тимчасових виставок, зокрема під час фестивалю науки щороку. 

## Відомі викладачі
- Анрі Абраам
- Жак Ансель
- Еммануель Бо де Ломені
- Шарль де Комберусс
- Жорж Дюма, філософія (1894-1902)
- П'єрет Флетьо
- Гастон Муше, керівник досліджень у 1893/1894 роках
- Жан-Роберт Пітт
- Філіп Делаво, поет і викладач літератури
- Імад Лау, викладач математики
- Ізабель Гаро, викладач філософії
- Марсель Бурнеріас, викладач біології

## Відомі випускники
| - Жан Ануй - Дов Аттіа - Дідьє Барбелів'єн - Жан-Луї Барро - Патрік Бодрі - Андре Бретон - Філіпп Бувар - Терезьєн Каде - Жан-Мішель Карадек - Бернер Коттре - Альфред Дрейфус - Матьє Дрейфус - Рене Дюбос - Александр Дюма (син) - Теодор Френель - Роже Фрісон-Рош - Абель Ганс | - Арістід Громер - Поль Гроссен - Мішель Уельбек - Моріс Канапа - Мішель Ланг - Ежен Лабіш - Анрі Левенбрюк - Ремон Леві - Поль Моран - Моріс д'Окань - Рене Кентон - Марсель Рош - Ніколя Саркозі - Ален Філіпп Сегон - Бернар Тремійон - Жанн Янн - Поль Кій |  |